# Kaap Agulhas (gemeente)
Kaap Agulhas (officieel Cape Agulhas Local Municipality) is een gemeente in het Zuid-Afrikaanse district Overberg, genoemd naar de Kaap Agulhas, het zuidelijkste punt van Afrika.
Kaap Agulhas ligt in de provincie West-Kaap en telt 33.038 inwoners.

## Hoofdplaatsen
Kaap Agulhas is op zijn beurt nog eens verdeeld in 15 hoofdplaatsen (Afrikaans: nedersettings) en de hoofdstad van de gemeente is Bredasdorp.
- Argonauta Park
- Arniston
- Blomfontein
- Bredasdorp
- Caledon
- Elim
- Hotagterklip
- L'Agulhas
- Langezandt
- Napier
- Struisbaai
- Struisbaai-Noord
- Suiderstrand
- Tamatiekraal
- Zwelitsha